# Бреел Емболо
Бреел Доналд Емболо (роден на 14 февруари 1997 г. в Яунде, Камерун) е швейцарски футболист с камерунски корени. Нападателят се смята за един от най-големите таланти на швейцарския футбол. Играе за Монако и за швейцарския национален отбор.

## Лична биография
Емболо се ражда през 1997 в камерунската столица Яунде. Майка му емигира с двамата си сина в Базел, защото не вижда за тях в Камерун никаква перспектива. През декември 2014 г., два месеца преди своята 18-а годишнина, Емболо е натурализиран и получава швейцарски паспорт.

## Футболна кариера

### Клубове

#### Швейцария
Емболо започва футболната си кариера през 2006 г. в базелския квартален отбор Нордщерн (Nordstern) откъдето през 2008 г. преминава в редиците на Олд Бойс Базел (BSC Old Boys Basel). През 2010 г. той се присъединява към ФК „Базел“ и играе там във втория младежки отбор. Дълги години е спохождан от редица контузии, за да може на 13 март 2014 г. да направи първия си професионален мач в Лига Европа срещу FC Red Bull Salzburg, където влиза като смяна. Няколко дни по-късно, на 16 март 2014 година, той прави своя дебют с първия отбор и в първенството, когато той по време на домакинския мач на Санкт Якоб парк срещу ФК Аарау влиза в 85-а минута в игра. Само четири минути след появата си на терена той вкара първия си гол за крайния резултат 5:0.
Под ръководството на треньора Пауло Соуса Емболо играе общо в 54 мача, 27 в Суперлигата, пет за Купата, осем в Шампионската лига, както и 14 в приятелски мачове. Той вкарва 18 гола, от тях пет в Суперлигата, шест за Купата, както и по един в Шампионската лига и в приятелски мач.

#### Преминаване в Шалке 04
През сезон 2016/17 Емболо преминава в Първа бундеслига, като подписва договор с Шалке 04 до 30 юни 2021 г. за 5 години. В своя първи официален мач за Шалке 04 за Купа на Германия на 20. Август 2016 г. срещу ФК 08 Филлинген, той вкара един гол за победата с 4:1. В шестия кръг на Бундеслигата той вкара и първите си два гола в първенството при победата с 4:0 над Борусия Мьонхенгладбах и по този начин допринася за първите три точки на Шалке за сезона. В следващия мач при гостуването при ФК Аугсбург след изключително груб фаул на защитника Константинос Стафилидис е контузен за няколко месеца до края на полусезона.

### Национален отбор
До декември 2014 г., когато получава швейцарски паспорт, Емболо има право да играе само в приятелски мачове. На 15 декември 2014 г., той взима решението да играе за Швейцарския национален отбор по футбол, въпреки че Камерунският футболен съюз и нац. треньор на Камерун Фолкер Финке отправят покани към него. На 9 октомври 2015 вкарва първия си гол за националния отбор в квалификационния мач за Европейското първенство през 2016 срещу Сан Марино.
След класирането на отбора за първенството във Франция той е най-младият играч на своята страна. В първите два мача на турнира срещу Албания и Румъния той играе в заключителната третина на мачовете, а срещу Франция за първи път е титуляр в стартовия състав. В осминафинала срещу Полша влиза в игра в 58-а минута, а отборът му губи мача след изпълнението на дузпи.

## Титли и постижения
ФК Базел
- Шампион на Швейцария: 2013/14, 2014/15, 2015/16